# (28978) Ixion
Pour les articles homonymes, voir Ixion (homonymie).
(28978) Ixion (désignation provisoire 2001 KX76) est un grand objet transneptunien situé dans la ceinture de Kuiper. Son demi-grand axe est de 39,49 unités astronomiques. Il s'agit d'un plutino, une classe dynamique d'objets en résonance orbitale 2:3 avec Neptune. Il est découvert en mai 2001 par les astronomes du Deep Ecliptic Survey à l'observatoire interaméricain de Cerro Tololo, et est annoncé par le Centre des planètes mineures en juillet 2001. L'objet porte le nom de la figure mythologique grecque Ixion, un roi des Lapithes condamné à être lié à une roue brûlante dans le Tartare pour l'éternité.
L'estimation la plus récente du diamètre d'Ixion est 710 km, même s'il a d'abord été estimé entre 1 200  et   1 055 km ; cela en fait le quatrième plus grand plutino connu après Achlys, Orcus et Pluton. À la lumière visible, Ixion apparaît de couleur sombre et relativement rouge en raison des composés organiques recouvrant sa surface, un mélange de mélange de carbone amorphe sombre et de tholins. De la glace d'eau est soupçonnée d'être présente à la surface d'Ixion, mais elle peut aussi exister en quantités infimes cachées sous une épaisse couche de composés organiques. Sa période de rotation est connue avec peu de précision, les dernières mesures par photométrie donnant une période allant de 12 à 16 heures.
Plusieurs astronomes considèrent Ixion comme une potentielle planète naine, alors que d'autres la considèrent comme un objet de transition entre les petits corps du Système solaire de forme irrégulière et des planètes naines sphériques. On ne connaît aucun satellite naturel d'Ixion, donc sa masse et sa densité restent inconnues.

## Historique

### Découverte
Ixion est découvert par une équipe d'astronomes américains à l'observatoire interaméricain du Cerro Tololo, au Chili,. La découverte fait partie du Deep Ecliptic Survey, une enquête menée par l'astronome américain Robert L. Millis pour rechercher des objets de la ceinture de Kuiper situés près du plan écliptique à l'aide de télescopes dans les installations du National Optical Astronomy Observatory,. Les autres membres de l'équipe incluent Marc W. Buie, Eugene Chiang, James Elliot, Susan D. Kern, David E. Trilling, R. Mark Wagner et Lawrence (Larry) H. Wasserman.

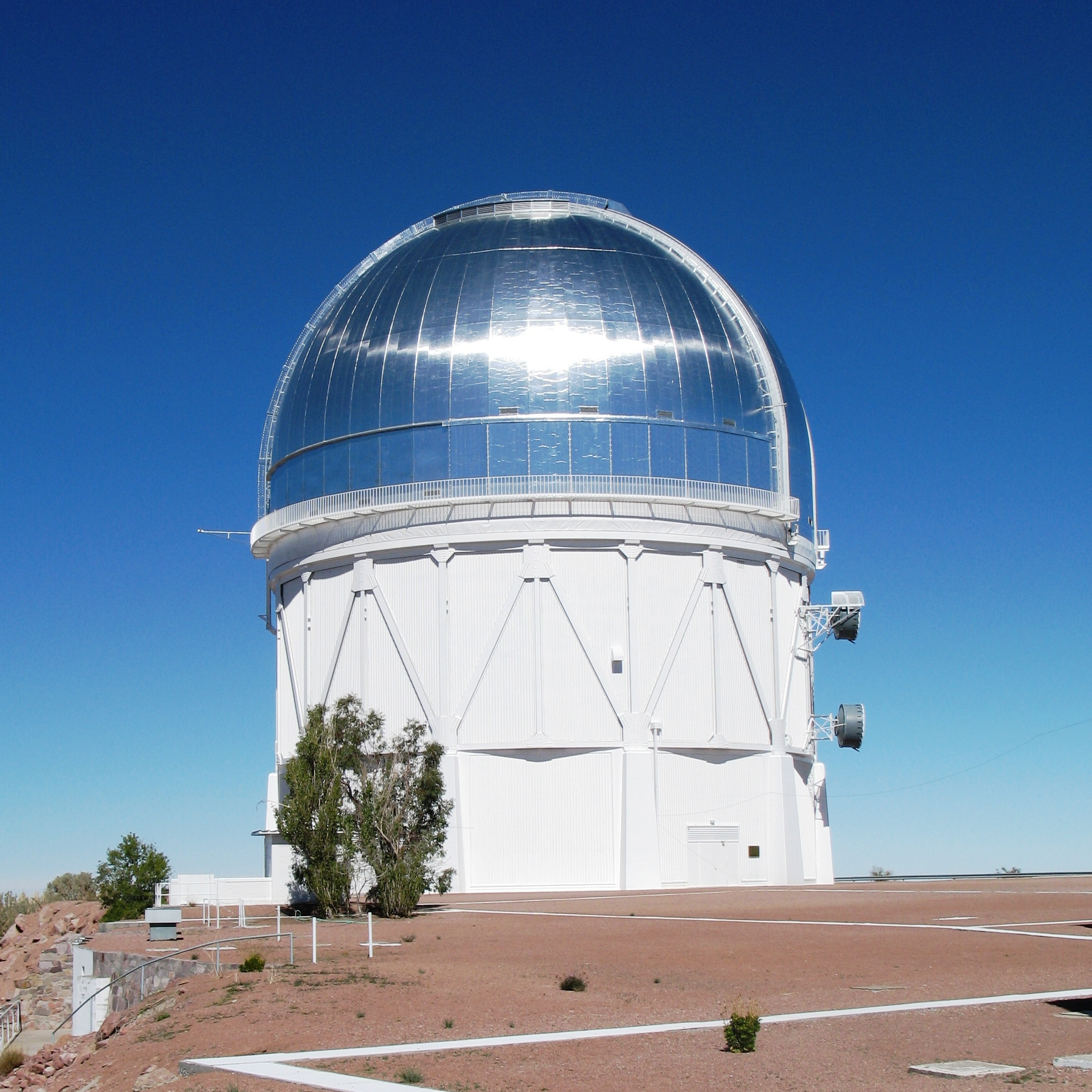
Ixion est découvert avec le télescope Víctor M. Blanco de l'observatoire du Cerro Tololo.

Dans la nuit du 22 mai 2001, les astronomes américains James Elliot et Lawrence Wasserman identifient Ixion sur des images numériques du ciel austral prises avec le télescope Víctor M. Blanco de 4 mètres de Cerro Tololo,. Ixion est d'abord relevée par Elliot lors de la comparaison de deux images prises à environ deux heures d'intervalle, révélant le lent mouvement d'Ixion par rapport aux étoiles à l'arrière-plan,. Au moment de sa découverte, Ixion est située dans la constellation du Scorpion.

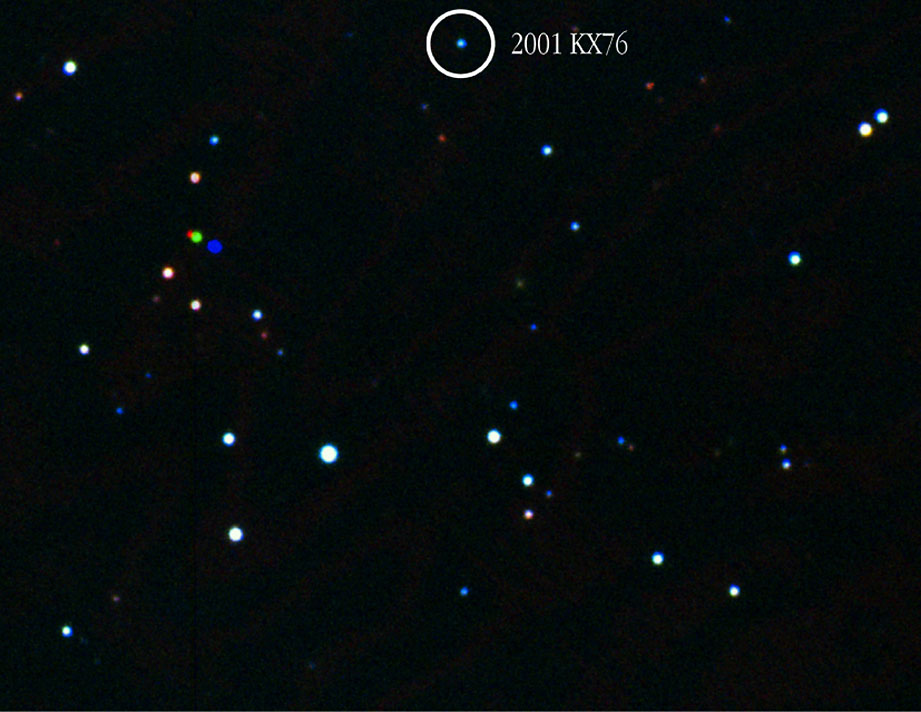
Ixion, photographié par le Wide Field Imager du télescope de 2,2 mètres MPG-ESO à l'observatoire de La Silla en 2001.

Les découvreurs d'Ixion notent qu'il apparaissait relativement brillant pour un objet éloigné, ce qui implique qu'il pourrait être assez grand relativement aux autres objets transneptuniens. La découverte va dans le sens des suppositions selon lesquelles il y aurait de multiples grands objets trans-neptuniens non découverts comparables en taille à Pluton. Depuis la découverte d'Ixion, de nombreux grands objets trans-neptuniens, notamment les planètes naines Hauméa, Eris et Makémaké, ont été découverts.
La découverte d'Ixion est officiellement annoncée par le Centre des planètes mineures (MPC) dans une circulaire électronique des planètes mineures le 1er juillet 2001. L'objet reçoit la désignation provisoire 2001 KX76, indiquant qu'il a été découvert dans la seconde moitié de mai 2001 ; Ixion est le 1 923e objet découvert dans la seconde quinzaine de mai, comme l'indiquent la dernière lettre et les derniers chiffres de sa désignation provisoire,.
Au moment de sa découverte, Ixion est considérée comme l'un des plus grands objets trans-neptuniens du Système solaire, comme l'implique sa magnitude absolue élevée,. Ces caractéristiques d'Ixion incitent des observations de suivi afin de déterminer son orbite, ce qui améliorerait à son tour la certitude des estimations ultérieures au sujet de la taille d'Ixion,. En août 2001, une équipe d'astronomes a utilise l'observatoire virtuel Astrovirtel de l'Observatoire européen austral pour parcourir automatiquement des photographies d'archives de pré-découvertes obtenues à partir de divers observatoires. L'équipe obtient neuf images de pré-découvertes d'Ixion, dont la plus ancienne a été prise par l' observatoire de Siding Spring le 17 juillet 1982. Ces images ainsi que les observations de suivi ultérieures avec le télescope de 2,2 mètres MPG-ESO de l'observatoire de La Silla en 2001 prolongent l'arc d'observation d'Ixion sur plus de 18 ans, suffisant pour que son orbite soit déterminée avec précision et le rendant éligible à la numérotation par le Centre des planètes mineures,. Ixion reçoit le numéro de planète mineure permanent 28978 le 2 septembre 2001.

### Dénomination
Cette planète mineure porte le nom de la figure de la mythologique grecque Ixion, conformément à la convention de dénomination de l'Union astronomique internationale (UAI) qui exige que les plutinos (objets en résonance orbitale 2:3 avec Neptune) soient nommés d'après des figures mythologiques associées au monde souterrain.

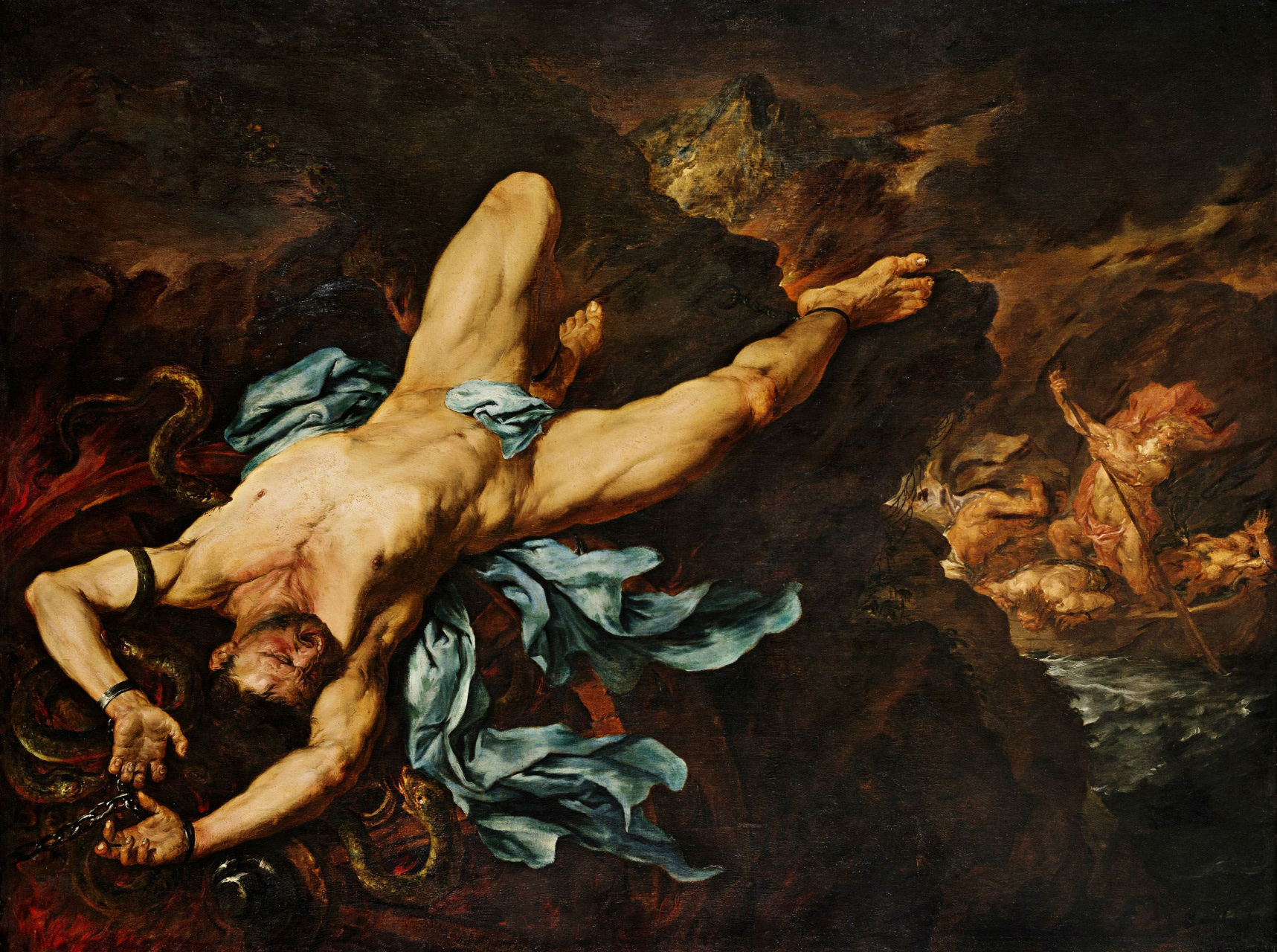
La torture d'Ixion, par Giovan Battista Langetti (XVIIe siècle).

Dans la mythologie grecque, Ixion était le roi des légendaires Lapithes de Thessalie et avait épousé Dia, une fille de Déionée (ou Éionée), à qui Ixion avait promis de donner de précieux cadeaux de mariage. Ixion invite ainsi Deioneus à un banquet mais la pousse plutôt dans un piège de charbons ardents et de bois, et la tuant sur le coup. Bien que les dieux inférieurs méprisent ses actions, Zeus prend pitié d'Ixion et l'invite à un banquet avec d'autres dieux. Plutôt que d'être reconnaissant, Ixion devient lubrique envers la femme de Zeus, Héra. Zeus a découvert ses intentions et créé le nuage Néphélé sous la forme d'Héra. Cela trompe Ixion et celui-ci s'accouple avec le nuage, engendrant la race des Centaures. Pour ses crimes, Ixion est expulsé de l'Olympe, frappé d'un coup de foudre et lié à une roue brûlante dans le Tartare pour l'éternité.
Le nom d'Ixion est suggéré par E. K. Elliot, qui a également été impliqué dans la dénomination de l'objet de la ceinture de Kuiper (38083) Rhadamanthus,. La confirmation de la nomination de l'objet est publiée par le Centre des planètes mineures le 28 mars 2002.
Les symboles astronomiques étant déconseillés par l'Union astronomique internationale, Ixion n'a jamais reçu de symbole dans la littérature astronomique.

## Caractéristiques orbitales

### Orbite
Ixion est classé comme un plutino, c'est-à-dire un objet ayant une résonance orbitale en mouvement moyen de 2:3 avec Neptune. Autrement dit, il complète deux orbites autour du Soleil lorsque Neptune en complète trois. Au moment de la découverte d'Ixion, il est initialement pensé que l'objet était en résonance orbitale 3:4 avec Neptune, ce qui aurait rapproché Ixion du Soleil,. Ixion orbite autour du Soleil à une distance moyenne de 38,9 unités astronomiques, prenant 251 ans pour effectuer une orbite complète. Ceci est caractéristique de tous les plutinos, qui ont des périodes orbitales d'environ 250 ans et des demi-grands axes d'environ 39 UA.
Comme celle de Pluton, l'orbite d'Ixion est fortement allongée et inclinée par rapport à l'écliptique : Ixion possède une excentricité orbitale de 0,24 et une inclinaison orbitale de 19,6 degrés, légèrement supérieure à l'inclinaison de Pluton qui est de 17 degrés,. Au cours de son orbite, la distance d'Ixion au Soleil varie de 30,1 UA au périhélie à 39,8 UA à l'aphélie. Bien que l'orbite d'Ixion soit similaire à celle de Pluton, leurs orbites sont orientées différemment : le périhélie d'Ixion est en dessous de l'écliptique tandis que celui de Pluton est au-dessus. Dans les années 2020, Ixion se situe à environ 39 UA du Soleil et s'en rapproche progressivement, sa prochaine aphélie se produisant en 2070. Les simulations du Deep Ecliptic Survey montrent qu'Ixion pourrait voir son périhélie minimum (qmin) diminuer jusqu'à 27,5 UA au cours des 10 millions d'années à venir.

### Rotation
La période de rotation d'Ixion est incertaine ; diverses mesures photométriques suggèrent qu'il affiche très peu de variation de luminosité et possède une faible amplitude de courbe de lumière,,.
Les premières tentatives pour déterminer la période de rotation d'Ixion sont menées par José Luis Ortiz Moreno et ses collègues en 2001, mais donnent des résultats peu concluants. Bien que leurs données photométriques à court terme aient été insuffisantes pour déterminer la période de rotation d'Ixion en fonction de ses variations de luminosité, ils ont néanmoins trouvé que l'amplitude de la courbe de lumière d'Ixion se situait en dessous de 0,15 magnitudes,. Les astronomes Sheppard et Jewitt obtiennent des résultats tout aussi peu concluants en 2003 et fournissent une contrainte d'amplitude inférieure à 0,05 magnitudes, considérablement inférieure à celle d'Ortiz et al..
En 2010, les astronomes Rousselot et Petit observent Ixion avec le New Technology Telescope de l'Observatoire européen austral et déterminent que la période de rotation d'Ixion était de 15,9 ± 0,5 heures, avec une amplitude de courbe de lumière d'environ 0,06 magnitudes. En 2016, Galiazzo et ses collègues trouvent une période de rotation plus courte de 12,4 ± 0,3 heures, bien qu'ils aient calculé qu'il existe une probabilité de 1,2 % que leur résultat soit erroné.

## Caractéristiques physiques

### Taille et albédo

Comparaison des couleurs et tailles relatives des quatre plus grands plutinos et de leurs lunes : Pluton (et Charon),, Orcus (et Vanth), puis Ixion.

Ixion a un diamètre mesuré de 710 km, avec une magnitude absolue de 3,77 et un albédo géométrique (ou réflectivité) de 0,11,. Par rapport à Pluton et à sa lune Charon, Ixion fait moins d'un tiers du diamètre de Pluton et environ trois cinquièmes du diamètre de Charon. Ixion est le quatrième plus grand plutino connu, derrière 2003 AZ84, Orcus et Pluton. C'est l'objet intrinsèquement le plus brillant découvert par le Deep Ecliptic Survey, et il fait partie des vingt objets transneptuniens les plus brillants connus selon l'astronome Michael Brown et le Centre des planètes mineures,.
| Année | Diamètre (en km)                    | Réf.   |
| ----- | ----------------------------------- | ------ |
| 2002  | 1 055 ± 165                         | [ 33 ] |
| 2003  | 804                                 | [ 34 ] |
| 2005  | 822                                 | [ 35 ] |
| 2005  | 475 ± 75                            | [ 36 ] |
| 2005  | 480+152 −136                        | [ 37 ] |
| 2007  | 446,3 (Spitzer 1-Band)              | [ 38 ] |
| 2007  | 573,1+141,9 −139,7 (Spitzer 2-Band) | [ 38 ] |
| 2007  | 650+260 −220 (retenue)              | [ 38 ] |
| 2007  | 590 ± 190                           | [ 39 ] |
| 2013  | ~549                                | [ 40 ] |
| 2013  | 617+19 −20                          | [ 3 ]  |
| 2021  | 709,6 ± 0,2                         | [ 2 ]  |

Ixion est l'objet de la ceinture de Kuiper le plus grand et le plus brillant connu au moment de sa découverte,. Sous l'hypothèse d'un faible albédo, il a été présumé avoir un diamètre d'environ 1,200 km, ce qui l'aurait rendu plus grand que la planète naine Cérès et comparable en taille à Charon,. Les observations ultérieures d'Ixion avec le télescope MPG/ESO de l'Observatoire de La Silla ainsi que l'Astrovirtel de l'Observatoire européen austral en août 2001 ont conclu à une taille similaire d'environ 1,200–1,400 km (750–870 mi), toujours sous l'ancienne hypothèse d'un faible albédo.
En 2002, les astronomes de l'Institut Max Planck de radioastronomie mesurent le rayonnement thermique d'Ixion aux longueurs d'onde millimétriques avec le télescope de 30-mètres de l'IRAM et obtient un albédo de 0,09, correspondant à un diamètre de 1,055 kilomètres, conformément aux hypothèses précédentes sur la taille et l'albédo d'Ixion. Ils ont réévaluent ensuite leurs résultats en 2003 et se sont rendu compte que leur détection de émission thermique d'Ixion était fausse. Ainsi, les observations de suivi avec le télescope IRAM n'ont détecté aucune émission thermique dans la gamme millimétrique à des fréquences de 250 GHz, impliquant un albédo élevé et par conséquent une taille plus petite pour Ixion. La limite inférieure de l'albédo d'Ixion étant à présent limitée à 0,15, cela suggère que le diamètre d'Ixion ne dépasse pas 804 kilomètres.

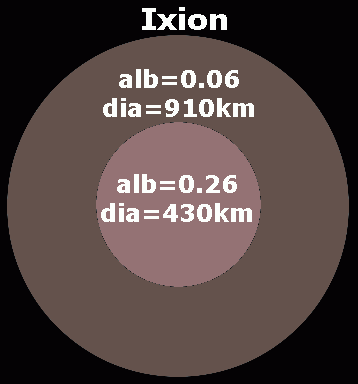
Différents diamètres pour Ixion en fonction de son albédo.

Avec des télescopes spatiaux tels que le télescope spatial Spitzer, les astronomes ont pu mesurer plus précisément les émissions thermiques d'Ixion, permettant des estimations plus précises de son albédo et de sa taille,. Des mesures thermiques préliminaires avec Spitzer en 2005 donnent une contrainte d'albédo beaucoup plus élevée de 0,25 à 0,50, correspondant à une plage de diamètre de 400–550 km. D'autres mesures thermiques de Spitzer sur plusieurs plages de longueurs d'onde en 2007 donnent des estimations de diamètre moyen d'environ 446 kilomètres et 573 kilomètres pour une solution à bande unique et à deux bandes pour les données, respectivement. À partir de ces résultats, le diamètre moyen retenu est de 650+260
 −220, juste au-delà de la contrainte de diamètre de Spitzer en 2005, mais avec une grande marge d'erreur. Le diamètre d'Ixion est ensuite révisé à 617 kilomètres d'après des observations thermiques multi-bandes réalisées par les téléscopes spatiaux Herschel et Spitzer en 2013.
Le 13 octobre 2020, Ixion occulte une étoile géante rouge de magnitude 10, bloquant sa lumière pendant une durée d'environ 45 secondes. L'occultation stellaire est observée par des astronomes de sept sites différents à travers l'ouest des États-Unis. Sur les dix observateurs participants, huit d'entre eux ont signalé des détections positives de l'occultation. Les observateurs de l'observatoire Lowell fournissent des mesures très précises concernant l'occultation, permettant des contraintes strictes sur le diamètre d'Ixion et sa possible atmosphère. Un ajustement elliptique pour le profil d'occultation d'Ixion donne des dimensions projetées d'environ 757 kilomètres × 685 kilomètres, correspondant à un diamètre sphérique projeté de 709.6 ± 0,2 km. Les données de l'observatoire Lowell placent une limite supérieure à la pression atmosphérique à 2 microbars pour toute atmosphère possible sur Ixion.

### Spectre et surface
La surface d'Ixion est très sombre, ressemblant à celles d'objets plus petits et primitifs de la ceinture de Kuiper tels qu'Arrokoth. Dans le spectre visible, Ixion apparaît de couleur relativement rouge, semblable à Quaoar. Le spectre de réflectance d'Ixion affiche un gradient spectral rouge qui s'étend des longueurs d'onde de 0,4 à 0,95 μm, dans lequel il réfléchit plus de lumière. À partir de 0,85 μm, le spectre d'Ixion devient plat et sans relief, en particulier aux longueurs d'onde proches de l'infrarouge. Dans le proche infrarouge, le spectre de réflectance d'Ixion apparaît de couleur neutre et ne présente pas de raies spectrales correspondant à la glace d'eau, aux longueurs d'onde de 1,5 et 2 μm. Bien que la glace d'eau semble absente du spectre proche infrarouge d'Ixion, Barkume et al. signalent la détection de faibles signatures d'absorption de glace d'eau dans le spectre proche infrarouge d'Ixion en 2007. Le spectre homogène dans le proche infrarouge d'Ixion indique que sa surface est recouverte d'une épaisse couche de composés organiques sombres irradiés par le Soleil et le rayonnement cosmique.

Comparaison des tailles, de l'albédo et des couleurs de divers grands objets transneptuniens. Les arcs gris représentent les incertitudes sur la taille de l'objet.

La couleur rouge de la surface d'Ixion provient de l'irradiation des clathrates contenant de l'eau et des matières organiques par le rayonnement solaire et les rayons cosmiques, qui produit des copolymères foncés et rougeâtres appelés tholins. La production de tholins à la surface d'Ixion est responsable du spectre rouge et sans relief d'Ixion ainsi que de son faible albédo de surface. La couleur neutre dans le proche infrarouge d'Ixion et le manque apparent de glace d'eau indiquent qu'une épaisse couche de tholins couvre sa surface, ce qui suggère qu'Ixion a subi une irradiation à long terme et n'a pas connu de resurfaçage grâce à des impacts cosmiques d'impact qui pourraient autrement exposer la glace d'eau située en dessous,. Alors qu'Ixion est généralement connu pour avoir une couleur rouge, les observations dans le visible et le proche infrarouge du Very Large Telescope (VLT) en 2006 et 2007 ont paradoxalement trouvé une couleur plus bleue. Cet écart est conclu comme une indication d'hétérogénéités sur sa surface, ce qui peut également expliquer les détections contradictoires de glace d'eau dans diverses études.

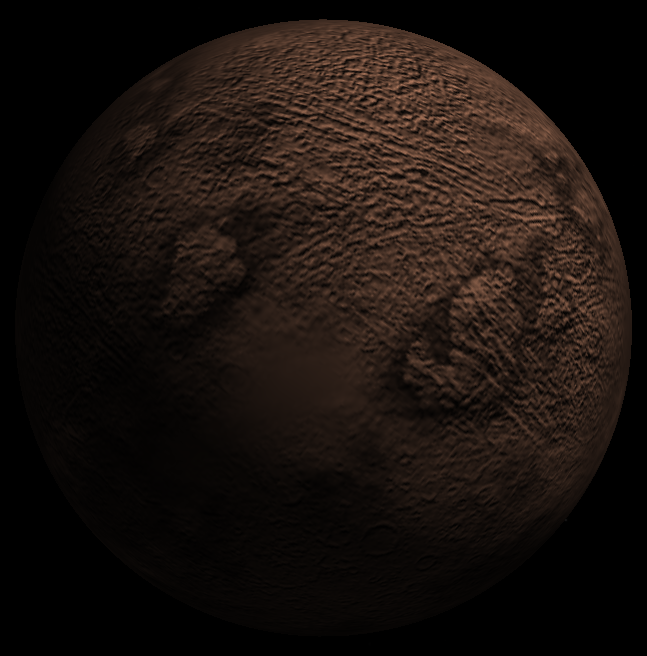
Vue d'artiste de la surface d'Ixion.

En 2003, les observations du VLT ont provisoirement résolu une caractéristique d'absorption faible à 0,8 μm dans le spectre d'Ixion, ce qui pourrait éventuellement être attribué à des matériaux de surface altérés par l'eau. Cependant, cela n'a pas été confirmé dans une étude de suivi par Boehnhardt et ses collègues en 2004, concluant que l'écart entre les résultats spectroscopiques de 2003 et 2004 pourrait être le résultat de la surface hétérogène d'Ixion. Dans cette même étude, leurs résultats d'observations photométriques et polarimétriques suggèrent que la surface d'Ixion est constituée d'un mélange de matériaux principalement sombres et d'une plus petite proportion de matériaux glacés plus brillants. Boehnhardt et al. suggèrent un rapport de mélange de 6:1 pour les matériaux sombres et clairs comme modèle le mieux adapté pour un albédo géométrique de 0,08. Sur la base des résultats spectroscopiques visibles et infrarouges combinés, ils suggèrent que la surface d'Ixion se compose en grande partie d'un mélange de carbone amorphe et de tholins, avec le modèle le mieux adapté suivant de la composition de surface d'Ixion : 65 % de carbone amorphe, 20 % de tholins de glace cométaire (tholin de glace II), 13 % tholins similaires à ceux de Titan (riches en azote et en méthane) et 2 % de glace d'eau.
En 2005, les astronomes Lorin et Rousselot observent Ixion avec le VLT dans le but de rechercher des preuves d'activité cométaire. Ils n'ont pas détecté de chevelure de comète autour de l'objet, plaçant une limite supérieure de 5,2 kg par seconde pour le taux de production de poussière d'Ixion.

### Planète naine potentielle
L'astronome Gonzalo Tancredi considère Ixion comme un candidat probable car il a un diamètre supérieur à 450 kilomètres, la taille minimale estimée pour qu'un objet atteigne l'équilibre hydrostatique dans l'hypothèse d'une composition principalement glacée. Ixion affiche également une amplitude de courbe de lumière inférieure à 0,15 magnitudes, indiquant une forme sphéroïdale probable. L'astronome américain Michael E. Brown considère aussi qu'Ixion est très probablement une planète naine, la plaçant à l'extrémité inférieure de la plage "très probable". Cependant, en 2019, l'astronome William Grundy et ses collègues proposent que des objets trans-neptuniens de taille similaire à Ixion, environ 400–1,000 km de diamètre, ne se sont pas effondrés en corps solides et sont donc transitionnels entre des corps plus petits, poreux (et donc de faible densité), et des corps planétaires plus grands, plus denses, plus brillants et géologiquement différenciés tels que les planètes naines. Ixion se situe dans cette gamme de taille, suggérant qu'il n'est au plus que partiellement différencié, avec une structure interne poreuse. Alors que l'intérieur d'Ixion peut s'être effondré gravitationnellement, sa surface est restée non compressée, ce qui implique qu'Ixion pourrait ne pas être en équilibre hydrostatique et donc pas une planète naine. Cependant, cette notion pour Ixion ne peut actuellement pas être testée : l'objet n'est actuellement pas connu pour avoir des satellites naturels, et donc la masse et la densité d'Ixion ne peuvent actuellement pas être mesurées. Seules deux tentatives, en 2001 et en 2005, avec le télescope spatial Hubble ont été faites pour trouver un satellite à une distance angulaire de 0,5 seconde d'arc d'Ixion,. Michael E. Brown, responsable de ces tentatives, suggère en 2008 qu'il y n'a que 0,5 % de chance qu'un satellite puisse avoir été manqué lors de ces recherches.

## Exploration

### New Horizons
La sonde spatiale New Horizons, qui survole avec succès Pluton en 2015, observe à distance Ixion grâce à son imageur longue portée les 13 et 14 juillet 2016. Elle détecte Ixion avec une magnitude de 20,2 depuis une distance de 15 UA, et a pu l'observer à partir d'un angle de phase élevé de 64 degrés, permettant de déterminer les propriétés de diffusion de la lumière et le comportement de la courbe de phase photométrique de sa surface.

### Projets
| Voyager 2SoleilTerreJupiter | SaturneUranusNeptune |

Exemple d'une assistance gravitationnelle, ici pour Voyager 2.

Dans une étude publiée par Ashley Gleaves et ses collègues en 2012, Ixion est considérée comme une cible potentielle pour un concept de mission d'orbiteur, qui serait lancée sur une fusée Atlas V 551 ou Delta IV HLV. Pour une telle mission de mise en orbite autour d'Ixion, la sonde devrait avoir une date de lancement en novembre 2039 et utiliser une assistance gravitationnelle de Jupiter, prenant 20 à 25 ans pour y arriver. Gleaves conclut qu'Ixion et (38628) Huya sont les meilleures cibles pour l'orbiteur, car les trajectoires nécessaires impliquent le moins de manœuvres pour l'insertion orbitale autour de l'une ou l'autre.
Pour une mission de survol vers Ixion, la planétologue Amanda Zangari calcule qu'une sonde spatiale pourrait mettre un peu plus de 10 ans pour arriver à Ixion en utilisant une assistance gravitationnelle de Jupiter, sur la base d'une date de lancement de 2027 ou 2032. Ixion serait de 31 à 35 UA du Soleil lorsque la sonde y arriverait. Alternativement, une mission de survol avec une date de lancement ultérieure de 2040 prendrait également un peu plus de 10 ans, en utilisant aussi une assistance gravitationnelle Jupiter. Au moment où la sonde arriverait en 2050, Ixion serait de 31 à 32 UA du Soleil. D'autres trajectoires utilisant des assistances gravitationnelles de Jupiter ou de Saturne ont également été envisagées.